# Molí d'Abella

El Molí d'Abella, respecte del terme d'Abella de la Conca

El Molí d'Abella és un antic molí del terme municipal d'Abella de la Conca, pertanyent al mateix poble cap del municipi. Està situat al centre del terme, al nord-est del poble.
Està situat al fons de la vall del riu d'Abella, prop del Mas Palou. Aquest molí substituí, ja ben avançat el segle xix el Molí Vell d'Abella.
S'hi accedeix per una pista rural que surt d'Abella de la Conca cap al nord-est, resseguint el riu d'Abella pel seu marge dret.

## Etimologia
Es tracta d'un topònim romànic de caràcter descriptiu: és el molí més pròxim al poble d'Abella de la Conca, que donava servei a la major part de pagesos d'aquest poble.